# The Original Soundtrack
The Original Soundtrack ist das dritte Album der Rock-Band 10cc. Das Album war sehr erfolgreich und erreichte den vierten Platz in den englischen Charts und den fünften Platz in den amerikanischen Charts. „The Original Soundtrack“ enthielt unter anderem den Riesenhit „I'm not in love“, der Platz eins in den englischen und Platz zwei in den amerikanischen Charts einnahm. Außerdem wurde „Life is a Minestrone“ ein Top-10-Hit in England. Ein paar Wochen vor dem Erscheinen des Albums hatten 10cc einen 1.000.000-Dollar-Vertrag mit den Mercury Records abgeschlossen. Der Hauptgrund war der Titel „I'm not in love“. Eric Stewart erklärte Folgendes: 
- At that point in time we were still on Jonathan King’s label, but struggling. We were absolutely sinkt, the lot of us, we were really struggling seriously, and Philips Phonogram wanted to do a deal with us. They wanted to buy Jonathan King’s contract. I rang them. I said come and have a listen to what we've done, come and have a listen to this track. And they came up and they freaked, and they said "This is a masterpiece. How much money, what do you want? What sort of a contract do you want? We'll do anything, we'll sign it". On the strength of that one song, we did a five-year deal with them for five albums and they paid us a serious amount of money.
Das Cover der LP wurde von der britischen Art-Design-Gruppe Hipgnosis geschaffen und von dem Künstler „Humphrey Ocean“ gezeichnet. 

## Titelliste
1. Une Nuit A Paris (Kevin Godley/Lol Creme)
2. I’m Not in Love (Eric Stewart/Graham Gouldman)
3. Blackmail (Stewart/Gouldman)
4. The Second Sitting for the Last Supper (Godley/Gouldman/Stewart/Creme)
5. Brand New Day (Godley/Creme)
6. Flying Junk (Stewart/Gouldman)
7. Life is a Minestrone (Stewart/Creme)
8. The Film of My Love (Godley/Creme)
9. Channel Swimmer
10. Good News

Die Titel 9 + 10 sind Bonus Titel und stammen von der 1997er UK Remastered Version.